# Менхпфіффель-Ніколаусріт
Менхпфіффель-Ніколаусріт (нім. Mönchpfiffel-Nikolausrieth) — громада в Німеччині, розташована в землі Тюрингія. Входить до складу району Киффгойзер. Складова частина об'єднання громад Міттельцентрум-Артерн.
Площа — 9,15 км2. Населення становить 302 ос. (станом на 31 грудня 2021).